# Municipio de Scio
El municipio de Scio (en inglés: Scio Township) es un municipio ubicado en el condado de Washtenaw en el estado estadounidense de Míchigan. En el año 2010 tenía una población de 20081 habitantes y una densidad poblacional de 226,66 personas por km².

## Geografía
El municipio de Scio se encuentra ubicado en las coordenadas 42°18′8″N 83°51′25″O / 42.30222, -83.85694. Según la Oficina del Censo de los Estados Unidos, el municipio tiene una superficie total de 88.6 km², de la cual 87.36 km² corresponden a tierra firme y (1.39%) 1.24 km² es agua.

## Demografía
Según el censo de 2010, había 20081 personas residiendo en el municipio de Scio. La densidad de población era de 226,66 hab./km². De los 20081 habitantes, el municipio de Scio estaba compuesto por el 82.53% blancos, el 4.31% eran afroamericanos, el 0.29% eran amerindios, el 8.56% eran asiáticos, el 0.04% eran isleños del Pacífico, el 0.99% eran de otras razas y el 3.29% pertenecían a dos o más razas. Del total de la población el 3.56% eran hispanos o latinos de cualquier raza.